# Arquidiocese de Cartum
A Arquidiocese de Cartum (Archidiœcesis Khartumensis) é uma circunscrição eclesiástica da Igreja Católica situada em Cartum, Sudão. Seu atual arcebispo é Michael Didi Adgum Mangoria. Sua Sé é a Catedral de São Mateus de Cartum.
Possui 27 paróquias servidas por 78 padres, abrangendo uma população de 29 020 000 habitantes, com 3,8% da dessa população jurisdicionada batizada (1 102 000 católicos).

## História
O vicariato apostólico da África Central foi erigido em 3 de abril de 1846, a partir do território recebido do vicariato apostólico do Egito e Arábia (atual Vicariato Apostólico de Alexandria do Egito). Inicialmente o vigário apostólico, com sé em Khartoum, tinha jurisdição sobre um território muito vasto, incluindo o atual Sudão, Sudão do Sul, Chade, Níger e Uganda.
Em 27 de outubro de 1880 cedeu uma parte de território em vantagem da ereção do vicariato apostólico de Nyanza (atual Arquidiocese de Campala).
Em 30 de maio de 1913 cedeu outra parte do seu território para a ereção da prefeitura apostólica de Bahr el-Ghazal (atual Diocese de Wau) e tem seu nome alterado para vicariato apostólico de Cartum.
Em 28 de abril de 1914 cedeu parte de seu território em vantagem da ereção da prefeitura apostólica de Adamaua (atual Diocese de Nkongsamba).
Em 10 de janeiro de 1933, 28 de abril de 1942, 9 de janeiro de 1947 e 10 de maio de 1960, ele cedeu outras partes de seu território para o benefício da ereção, respectivamente, da missão sui iuris de Kodok (atual Diocese de Malakal), das prefeituras apostólicas de Niamei (hoje uma arquidiocese) e Forte Lamy (atual Arquidiocese de Jamena) e do vicariato apostólico de El Obeid (hoje diocese).
Em 12 de dezembro de 1974 foi elevado à dignidade de arquidiocese metropolitana com a bula Cum in Sudania do Papa Paulo VI.
Em 10 de fevereiro de 1993 recebeu a visita apostólica do Papa João Paulo II.

## Prelados
| #                   | Nome                                   | Período    | Notas               |
| Arcebispos          | Arcebispos                             | Arcebispos | Arcebispos          |
| ------------------- | -------------------------------------- | ---------- | ------------------- |
| 3º                  | Michael Didi Adgum Mangoria            | 2016-atual |                     |
| 2º                  | Gabriel Zubeir Wako                    | 1981-2016  |                     |
| 1º                  | Agostino Baroni, M.C.C.I. †            | 1974-1981  |                     |
| Arcebispo-coadjutor |                                        |            |                     |
|                     | Michael Didi Adgum Mangoria            | 2015-2016  |                     |
|                     | Gabriel Zubeir Wako                    | 1979-1981  |                     |
| Bispo-auxiliar      |                                        |            |                     |
|                     | Daniel Marco Kur Adwok                 | 1992-atual |                     |
| Bispos              |                                        |            |                     |
| 8º                  | Agostino Baroni, M.C.C.I. †            | 1953-1974  | Elevado à Arcebispo |
| 7º                  | Francesco Saverio Bini, M.C.C.I. †     | 1930-1953  |                     |
| 6º                  | Paolo Tranquillo Silvestri, M.C.C.I. † | 1924-1930  |                     |
| 5º                  | Franz Xavier Geyer, M.C.C.I. †         | 1903-1922  |                     |
| 4º                  | Antonio Maria Roveggio, M.C.C.I. †     | 1895-1902  |                     |
| 3º                  | Francesco Sogaro, M.C.C.I. †           | 1882-1894  |                     |
| 2º                  | São Daniele Comboni, M.C.C.I. †        | 1877-1881  | [ nota 1 ]          |
| 1º                  | Annetto Casolani †                     | 1846-1847  |                     |